# رسوم متحركة أصلية للشبكة

رسم بأسلوب المانجا ، ملون

رسوم متحركة أصلية للشبكة (ONA، أونا) عبارة عن أنمي يُصدر مباشرة على الإنترنت. قد تكون الأونا مبثوثة على التلفاز إن كانت مبثوثة أولًا على الإنترنت مباشرة. يعكس الاسم رسوم متحركة أصلية للفيديو، وهو مصطلح يستعمل في صناعة الأنمي للرسوم المتحركة مباشرة-إلى-الفيديو منذ أوائل ثمانينات القرن العشرين. الإنترنت منفذ جديد نسبيًا لتوزيع الرسوم المتحركة التي صارت متاحة بسبب الكمية المتزايدة لمواقع البث الحي في اليابان.
أُصدر عدد كبير من العروض المسبقة للحلقات لأنمي جديد كأونا. فعلى سبيل المثال، بوكيمون السراب المرعب (التي كانت متاحة عن طريق الموقع الياباني الرسمي في فترة 13-30 أكتوبر 2006) وفيلم الأنمي ميغومي يمكن اعتبارهما كأونا.
تميل الأونا لأن تكون أقصر من عناوين الأنميات التقليدية، أحيانًا تمتد لبضع دقائق فقط. هناك عدة أمثلة لرسوم متحركة أصلية للشبكة (أونا): فمثلًا، هيتاليا: قوة المحور الذي يعرض بضع دقائق فقط لكل حلقة.